# Agrionympha fuscoapicella
Agrionympha fuscoapicella is een vlinder uit de familie oermotten (Micropterigidae). De wetenschappelijke naam van deze soort is voor het eerst geldig gepubliceerd in 2011 door Gibbs.
De soort komt voor in tropisch Afrika.